# عقار بيلتمور
عقار بيلتمور هو منزل ومتحف تاريخي ومزار سياحي يقع في آشفيل،كارولاينا الشمالية.تم بناء القصر من قبل جورج واشنطن فاندربيلت الثاني في الفترة ما بين 1889 و1895 وهو يعتبر أكبر منزل مملوك لأفراد في الولايات المتحدة.